# Karl Stockert
Karl Stockert, auch Karl von Stockert (* 7. März 1817 (8. März 1817 laut Taufeintrag) in Stockau (heute ein Ortsteil der Gemeinde Mnichov), Bezirk Bischofteinitz (heute Horšovský Týn), Böhmen; † 6. September 1904 in Graz) war Bauunternehmer, Gutsbesitzer und Abgeordneter zum Österreichischen Abgeordnetenhaus.

## Leben
Karl Stockert war Sohn des Kastners und später Gutsverwalters Wenzel Stockert († 1839). Er besuchte von 1833 bis 1836 das Polytechnische Institut in Prag in Böhmen und wurde zunächst Ingenieur beim Bahnbau von Nabresina (heute Aurisina) nach Triest, der späteren Südbahn. Danach wurde er Bauunternehmer, unter anderem war er am Bau der Strecke von Szolnok nach Arad, der sogenannten Theiss-Eisenbahn in Ungarn beteiligt, die im Jahr 1858 fertig gestellt wurde. Ab etwa 1860 war er Gutsbesitzer in Freudenberg (heute Gemeinde Magdalensberg, Bezirk Klagenfurt). Im Jahr 1880 verkaufte er das Gut und übersiedelte nach Graz.
Er war römisch-katholisch und ab 1860 verheiratet mit Louise Kurz, mit der er fünf Töchter und einen Sohn hatte. Zwei der Töchter starben allerdings jung. Sein Bruder Franz Ritter v. Stockert (1822–1900) war Eisenbahnfachmann und von 1860 bis 1884 Leiter des Bau- und Bahnerhaltungsdienstes der Nordbahn.
Karl Stockert war von 1864 bis 1869 und von 1870 bis 1881 im Kärntner Landtag (2., 3., 4. und 5. Wahlperiode). Im Jahr 1873 gehörte er dem Gemeindeausschuss an. Er war auch Bürgermeister von Freudenberg.

## Politische Funktionen
Karl Stockert war vom 15. September 1870 bis zum 10. August 1871 Abgeordneter des Abgeordnetenhauses im Reichsrat (III. Legislaturperiode), Kronland Kärnten, Kurie Landgemeinden.
Er war auch vom 4. November 1873 bis zum 6. Juli 1877 Abgeordneter des Abgeordnetenhauses im Reichsrat (V. Legislaturperiode), Kronland Kärnten, Kurie Landgemeinden 1, Regionen Klagenfurt, Feldkirchen, Völkermarkt, Kappel, Bleiburg, Eberndorf.

## Klubmitgliedschaften
Karl Stockert war ab 1873 Mitglied im Fortschrittsklub und ab dem 30. April 1877 im Neuen Fortschrittsklub.